# 555

## Esdeveniments
- Reims, Austràsia: Amb ocasió de la mort del seu nebot Teodobald sense descendència, Clotari I se n'annexiona els territoris per a reunificar la corona merovingia.
- Ducat de Baviera: Els francs nomenen Garibald I, de la dinastia Agilolfinga, primer duc d'aquest territori.
- Fasis (Còlquida)): Els romans d'Orient del general Justí derroten els perses en una batalla.
- París, Regne Franc: Germà és nomenat bisbe de la ciutat.

## Naixements
- Aràbia: Khadija bint Khuwàylid, primera esposa del profeta Mahoma.

## Necrològiques
- 7 de juny - Roma: Vigili I, papa.
- 8 de novembre - Caergybi (Gal·les): Sant Cybi, bisbe i, breument, rei de Cornualla.
- Reims (Austràsia): Teodobald, rei merovingi.